# 熱血!!男盛り
『熱血!!男盛り』（ねっけつ!!おとこもり）は南寛樹による日本の漫画作品。『週刊コミックバンチ』（新潮社）にて、2002年28号から2004年6号まで連載された。第一回世界漫画愛読者大賞4コマ漫画部門賞受小作品。
色々なものを男に擬人化したり、男のげんこつを色々なものに見立てたりした4コマ漫画。